# Кузнецова, Галина Степановна
Галина Степановна Кузнецова (10.07.1942 — 2 марта 2020) — доярка совхоза «Шиловский», город Берёзовский Свердловской области, полный кавалер ордена Трудовой Славы (1985).

## Биография
Родилась 10 июля 1942 года в Тюменской области. Русская.
В 1948 году семья переехала в город Берёзовский Свердловской области. Окончив 10 классов средней школы в 1959 году, сразу пошла работать дояркой в совхоз «Шиловский», и все 42 года своей трудовой деятельности отдала этому любимому делу. Всегда бралась за самую трудную работу, в любом начинании была первой.
Указом Президиума Верховного Совета СССР от 10 марта 1976 года за успехи, достигнутые в выполнении заданий девятой пятилетки и социалистических обязательств, награждена орденом Трудовой Славы 3-й степени.
Первой перешла на машинное доение группы в 100 коров. Животные были незнакомые, «в лицо» сразу запомнить их было невозможно, приучить каждого к своему месту — трудно, надо всех помыть поставить аппарат… Опытная доярка растерялась. Показалось, что и опыт весь растеряла. Подруги переживали то же самое. Некоторые уволились. Оставшиеся преодолели все трудности, привыкли и продолжали повышать свое мастерство. В дальнейшем Галина Степановна спокойно, без суеты доила 100 коров за 3 часа.
Указом Президиума Верховного Совета СССР от 16 декабря 1980 года за успехи, достигнутые в досрочном выполнении заданий десятой пятилетки и социалистических обязательств, награждена орденом Трудовой Славы 2-й степени.
Взяв уверенный старт, коллектив животноводческого комплекса совхоза «Шиловский» в начале одиннадцатой пятилетки наращивал темпы производства и продажи молока государству. Надой на фуражную корову в 1981 году составил 4668 килограммов, что в сравнении с 1977 годом выше на 18,6 процента. Уместно назвать и такую цифру: если в среднем по совхозу на одного работающего в животноводстве произведено по 51 тонне молока, то на комплексе — по 74. В 1984 году Галина Степановна одна из первых перешагнула 5000-й рубеж по удою молока.
Указом Президиума Верховного Совета СССР от 14 декабря 1984 года за высокие результаты, достигнутые во Всесоюзном социалистическом соревновании, проявленную трудовую доблесть в выполнении планов и принятых обязательств по увеличению производства молока и других продуктов животноводства в зимний период 1983/84 года Кузнецова Галина Степановна награждена орденом Трудовой Славы 1-й степени. Стала полным кавалером ордена Трудовой Славы. Является первой женщиной Среднего Урала- полным кавалером данной награды.
Своим профессиональным опытом машинного доения охотно делилась, обучив более 20 молодых специалистов. Помимо орденом Трудовой Славы трёх степеней юыда отмечена многочисленными почетными грамотами различных уровней, Дипломом почёта и автомобилем «Москвич».
Делегат XXVII съезда КПСС (1986).
С 2001 года — на пенсии.
Проживала в поселке Шиловский Берёзовского городской округа Свердловской области.
Почётный гражданин города Березовского (2001).
Скончалась 2 марта 2020 года, похоронена на Северном кладбище Березовского.

## Награды
Награждена орденами Трудовой Славы 1-й, 2-й, 3-й степеней:
3 ст. 14.02.1975 № 19532
2 ст. 16.12.1980 № 4135
1 ст. 05.12.1985 № 167
- медалями, в том числе медалями ВДНХ СССР, знаками «Ударник пятилетки», «Победитель социалистического соревнования», автомобилем «Москвич»[1].